# Aura II
Aura II (tidigare S/S Halland, Bore II, S/S Seagull och S/S Aura) var ett finländskt eskortfartyg som tjänstgjorde i den finländska marinen mellan 1939 och 1940. Fartyget deltog även i det andra världskriget.
Fartyget byggdes 1884 som passagerarfartyg för Hallands Ångbåts AB i Halmstad och var det första fartyget i Sverige som erhöll elektriskt ljus ombord. Åren 1884-1917 trafikerade det sträckan Göteborg-Varberg-Halmstad-Helsingborg-Helsingør-Landskrona-Malmö-Köpenham-Lübeck. Det såldes i mars 1918 till Trawl AB Sill i Göteborg, men levererades genom bulvanaffärer till A E Appelberg i Stockholm, chef för August Lindholm som var dotterbolag till Borerederiet. Vid denna tid rådde importförbud av utländska fartyg i Finland.
På väg till Finland blev Halland 4 september 1918 utanför Yxlan påseglat av det tyska ångfartyget Cronshagen. Babordsidan revs upp och en eldare omkom, och man tvingades grundsätta Halland för att hindra att fartyget sjönk i farleden. Vraket övertogs 1919 av Rederi AB Halland i Åbo, som lät bärga och reparera fartyget. 1919-20 gick det på traden Åbo-Lübeck. 1920 såldes Halland till Ångfartygs AB Bore i Åbo. 1920-26 seglade hon på traden Åbo-Lübeck, tidvis Stockholm-Åbo. Halland lades 1927 i reserv, ombyggdes 1928 vid Finnboda varv och fick nu namnet Bore II.
År 1928 sattes Bore II in på traden Stockholm-Helsingfors men visade sig vara för liten. År 1929 gick fartyget Stockholm-Åbo men visade sig för liten även här.
År 1930 inköptes fartyget av den finländske affärsmannen Hans von Rettig, som lät bygga om fartyget till lustjakt, den bytte samtidigt namn till Seagull. År 1936 donerade han fartyget till den finländska staten som använde den som representantfartyg för presidenten, fartyget döptes då till Aura. När kriget bröt ut 1939 övertogs hon av marinen och användes som eskortfartyg och döptes då om till Aura II eftersom namnet "Aura" redan var upptaget.

## Förlisningen
Den 13 januari 1940 ingick Aura II i en konvoj över Ålands hav där hon eskorterade lastfartygen S/S Anneberg och S/S Hebe samt passagerarfartyget S/S Bore I. När man höll på att passera Märket observerade eskortfartyget Tursas torpedspår i vattnet och eskortfartygen och snart därpå även ubåtens för som dök upp genom vattnet 300 m på babords sida. Tursas slog larm och försökte ramma ubåten. Aura II anföll med tre sjunkbomber och olja syntes på vattnet. Det var den sovjetiska ubåten Sjtj 324 som hade försökt anfalla konvojen genom att skjuta mot det största fartyget Anneberg. Torpeden gick dock mellan Anneberg och Hebe.
Oljespår observerades och Aura II avfyrade ytterligare två sjunkbomber, men när den tredje sjunkbomben skulle avfyras exploderade den i akterdäckskastaren. Sjunkbombens 135 kg trotyl rev sönder fartyget. 26 man dog och 15 man kunde räddas. Den dödligt skadade befälhavaren, löjtnant Esra Teräs sista ord var "Låtom oss sjunga pojkar". Ubåten tog sig oskadad tillbaka till sin hemmabas.
Fartyget ligger sänkt vid den finsk-svenska gränsen norr om Märket, 60° 23' N, 19° 10' E.